# Macrolycus kazantsevi
Macrolycus kazantsevi là một loài bọ cánh cứng trong họ Lycidae. Loài này được Chernyshev miêu tả khoa học năm 1996.